# Liste der denkmalgeschützten Objekte in Geistthal-Södingberg
Die Liste der denkmalgeschützten Objekte in Geistthal-Södingberg enthält die 6 denkmalgeschützten, unbeweglichen Objekte der österreichischen Gemeinde Geistthal-Södingberg im steirischen Bezirk Voitsberg.

## Denkmäler
| Foto |                 | Denkmal | Standort                                      | Beschreibung | Metadaten |
| ---- | --------------- | --- | --------------------------------------------- | --- | --- |
| ja   | Datei hochladen | Hofkapelle Ferschenbrett HERIS-ID: 4728 Objekt-ID: 584                                                     | bei Eggartsberg 19 Standort KG: Eggartsberg   | | BDA-Hist.: Q38049377 Status: Bescheid Stand der BDA-Liste: 2025-06-30 Name: Hofkapelle Ferschenbrett GstNr.: .40/1 Hofkapelle Ferschenbrett                                                        |
| ja   | Datei hochladen | Kath. Pfarrkirche hl. Jakob mit Friedhof und Karner HERIS-ID: 51073 Objekt-ID: 56636                       | Geistthal Standort KG: Geistthal              | Die Pfarrkirche zum hl. Jakob ist von einem Friedhof umgeben und wurde 1245 urkundlich erwähnt. Der Chor des gotischen Baus stammt aus der 2. Hälfte des 15. Jahrhunderts, das Schiff von 1538–1539. Die Kirche war bis 1786 dem Stift St. Lambrecht inkorporiert. Sie wurde 1968–1972 restauriert. Das Relief einer bärtigen Männerfigur am Friedhofstor stammt wohl aus dem 16. Jahrhundert, daneben Marmortafeln mit den 10 Geboten vom Anfang des 17. Jahrhunderts. Der Karner ist ein zweigeschoßiger romanischer Rundbau mit einer erkerartigen Ostapsis im Obergeschoß, mit einem Rundbogenfenster, in das ein gotisches eingesetzt ist. Innen eine Kreuzigungsgruppe aus der dem 2. Viertel des 18. Jahrhunderts von Balthasar Prandtstätter. In der Kirche und im Karner sind mehrere römische Inschriftensteine aus dem 1. und 2. Jahrhundert eingemauert. | BDA-Hist.: Q18629826 Status: § 2a Stand der BDA-Liste: 2025-06-30 Name: Kath. Pfarrkirche hl. Jakob mit Friedhof und Karner GstNr.: .72 Pfarrkirche Geistthal                                      |
| ja   | Datei hochladen | Pfarrhof HERIS-ID: 101333 Objekt-ID: 117658                                                                | Geistthal 1 Standort KG: Geistthal            | | BDA-Hist.: Q37787483 Status: § 2a Stand der BDA-Liste: 2025-06-30 Name: Pfarrhof GstNr.: .70 Pfarrhof Geistthal                                                                                    |
| ja   | Datei hochladen | Sog. Buchhaus, ehem. Amtshaus des Stiftes Rein HERIS-ID: 58772 Objekt-ID: 69601                            | Geistthal 7 Standort KG: Geistthal            | Das ehemalige Amtshaus des Stiftes Rein, das sogenannte Buchhaus wurde ehemals mit 1538 datiert, entstand nach neueren Forschungen aber vermutlich schon früher. Der Treppenaufgang ist von zwei Säulen flankiert, eine mit Weinranken vom Anfang des 17. Jahrhunderts. Statue der hl. Kümmernis (Wilgefortis) von Balthasar Prandtstätter aus dem 2. Viertel des 18. Jahrhunderts. Die getäfelte Renaissance-Stube aus dem Jahre 1596 wurde um 1900 in das Landesmuseum Joanneum, Außenstelle Stainz, verbracht. | BDA-Hist.: Q18616906 Status: Bescheid Stand der BDA-Liste: 2025-06-30 Name: Sog. Buchhaus, ehem. Amtshaus des Stiftes Rein GstNr.: 359/1 Buchhaus, Geistthal                                       |
| BW   | Datei hochladen | Bauernhaus vulgo Jöstl HERIS-ID: 250150seit 2025                                                           | Geistthal 41 Standort KG: Geistthal           | | BDA-Hist.: Q135167683 Status: Bescheid Stand der BDA-Liste: 2025-06-30 Name: Bauernhaus vulgo Jöstl GstNr.: .62/1                                                                                  |
| ja   | Datei hochladen | Bildstock, sog. Xaverlkreuz HERIS-ID: 109848 Objekt-ID: 127485                                             | gegenüber Geistthal 71 Standort KG: Geistthal | | BDA-Hist.: Q37815666 Status: § 2a Stand der BDA-Liste: 2025-06-30 Name: Bildstock, sog. Xaverlkreuz GstNr.: 532                                                                                    |
| ja   | Datei hochladen | Römerzeitliche Villa und latènezeitliches Gehöft in Södingberg HERIS-ID: 112397 Objekt-ID: 130574seit 2015 | Standort KG: Södingberg                       | Das römerzeitliche Landgut wurde 1996/97 ergraben, wobei auch Siedlungsreste aus der La-Tène-Zeit gefunden wurden, zu denen allerdings keine Kontinuität besteht. | BDA-Hist.: Q20754464 Status: Bescheid Stand der BDA-Liste: 2025-06-30 Name: Römerzeitliche Villa und latènezeitliches Gehöft in Södingberg GstNr.: 905/1, 817/11, 995/1 Villa rustica (Södingberg) |